# Хронологія світових рекордів з плавання в естафеті 4×200 метрів вільним стилем
У цій статті подано хронологію світових рекордів з плавання в естафеті 4×200 метрів вільним стилем на довгій (50 м) та короткій воді (25 м). Ці рекорди реєструє/визнає Міжнародна федерація плавання (ФІНА), яка наглядає за міжнародними змаганнями з водних видів спорту.
Різке поліпшення світових рекордів у 2008/2009 роках збіглося в часі з запровадженням поліуретанових плавальних костюмів фірм Speedo (LZR, 50 % поліуретану) 2008 року та Arena (X-Glide), Adidas (Hydrofoil), Jaked (всі зі 100 % поліуретану) 2009 року. У січні 2010 FINA заборонила плавальні костюми зроблені з будь-якого матеріалу окрім текстилю. Крім того, FINA опублікувала список дозволених плавальних костюмів.

## Чоловіки

### На довгій воді
| #  | Час     |      | Ім'я | Країна            | Дата             | Змагання                    | Місце                                                         | Пос.  |
| -- | ------- | ---- | --- | ----------------- | ---------------- | --------------------------- | ------------------------------------------------------------- | ----- |
| 1  | 10:55.6 |      | - Джон Дербішир - Пол Радмілович - Вільям Фостер - Генрі Тейлор                                           | Велика Британія   | 24 липня 1908    | Олімпійські ігри            | Лондон, Об'єднане Королівство                                 |       |
| 2  | 10:26.4 |      | - Кен Гашаг - Дьюк Каганамоку - Перрі Макґілліврей - Гаррі Гебнер                                         | США               | 12 липня 1912    | Олімпійські ігри            | Стокгольм, Швеція                                             |       |
| 3  | 10:14.0 |      | - Гаролд Гардвік - Малколм Чемпіон - Леслі Бордмен - Сесіл Гілі                                           | Австралазія       | 12 липня 1912    | Олімпійські ігри            | Стокгольм, Швеція                                             |       |
| 4  | 10:11.6 |      | - Сесіл Гілі - Малколм Чемпіон - Леслі Бордмен - Гаролд Гардвік                                           | Австралазія       | 15 липня 1912    | Олімпійські ігри            | Стокгольм, Швеція                                             |       |
| 5  | 10:04.4 |      | - Перрі Макґілліврей - Пуа Кілога - Норман Росс - Дьюк Каганамоку                                         | США               | 29 серпня 1920   | Олімпійські ігри            | Антверпен, Бельгія                                            |       |
| 6  | 9:53.4  |      | - Воллі О'Коннор - Геррі Ґленсі - Ралф Бреєр - Джонні Вайссмюллер                                         | США               | 20 липня 1924    | Олімпійські ігри            | Париж, Франція                                                |       |
| 7  | 9:49.6  |      | - Ауґуст Гайтман - Йоахім Радемахер - Фрідріх Берґер - Герберт Гайнріх                                    | Німеччина         | 1927             | Чемпіонат Європи            | Болонья, Італія                                               |       |
| 8  | 9:38.8  |      | - Пол Самсон - Остін Клепп - Девід Янґ - Джонні Вайссмюллер                                               | США               | 11 серпня 1928   | Олімпійські ігри            | Амстердам, Нідерланди                                         |       |
| 9  | 9:36.2  |      | - Остін Клепп - Волтер Лауфер - Джордж Кояк - Джонні Вайссмюллер                                          | США               | 11 серпня 1928   | Олімпійські ігри            | Амстердам, Нідерланди                                         |       |
| 10 | 9:34.0  |      | - Андраш Ваніє - Ласло Сабадош - Андраш Секей - Іштван Барань                                             | Угорщина          | 1931             | Чемпіонат Європи            | Париж, Франція                                                |       |
| 11 | 8:58.4  |      | - Міядзакі Ясудзі (2:14.1) - Юса Масанорі (2:14.7) - Такаші Йокояма (2:14.8) - Тойода Хісакіті (2:14.8)   | Японія            | 9 серпня 1932    | Олімпійські ігри            | Лос-Анджелес, Сполучені Штати Америки                         |       |
| 12 | 8:52.2  |      | - Юса Масанорі - Шьодзо Макіно - Сунао Ішіхарада - Хіроші Неґамі                                          | Японія            | 19 серпня 1935   | -                           | Токіо, Японія                                                 |       |
| 13 | 8:51.5  |      | - Юса Масанорі - Суґіура Сіґео - Таґуті Масахару - Араї Сіґео                                             | Японія            | 11 серпня 1936   | Олімпійські ігри            | Берлін, Німеччина                                             |       |
| 14 | 8:46.0  |      | - Воллі Ріс - Джиммі Мак-Лейн - Воллі Волф - Білл Сміт                                                    | США               | 3 серпня 1948    | Олімпійські ігри            | Лондон, Об'єднане Королівство                                 |       |
| 15 | 8:45.4  |      | - Хамаґуті Йосіхіро - Шіґеюкі Маруяма - Шюїчі Мураяма - Хіроношін Фурухаші                                | Японія            | 18 серпня 1949   | -                           | Лос-Анджелес, Сполучені Штати Америки                         |       |
| 16 | 8:43.2  |      | - В. Фарнворт - Л. Мунсон - Дж. Блум - Р. Рейд                                                            | США               | 24 лютого 1950   | -                           | Нью-Гейвен (Коннектикут), Сполучені Штати Америки             |       |
| 17 | 8:40.6  |      | - Хамаґуті Йосіхіро - Шюїчі Мураяма - Хасідзуме Сіро - Хіроношін Фурухаші                                 | Японія            | 2 квітня 1950    | -                           | Marília, Бразилія                                             |       |
| 18 | 8:33.0  |      | - Жозеф Бернардо - Willy Blioch - Жан Буато - Александр Жані                                              | Франція           | 2 серпня 1951    | -                           | Марсель, Франція                                              |       |
| 19 | 8:29.4  |      | - Вейн Мур - Джиммі Мак-Лейн - Дон Шефф - Дік Томан                                                       | США               | 16 лютого 1952   | -                           | Нью-Гейвен (Коннектикут), Сполучені Штати Америки             |       |
| 20 | 8:24.5  |      | - Борис Нікітін - Володимир Стружанов - Геннадій Ніколаєв - Віталій Сорокін                               | СРСР              | 4 листопада 1956 | -                           | Москва, Союз Радянських Соціалістичних Республік              |       |
| 21 | 8:23.6  |      | - Кевін О'Галлоран - Джон Девітт - Мюррей Роуз - Джон Генрікс                                             | Австралія         | 3 грудня 1956    | Олімпійські ігри            | Мельбурн, Австралія                                           |       |
| 22 | 8:21.6  |      | - Яманака Цуйосі - Тошідзо Умемото - Фукуї Макото - Фудзімото Тацуо                                       | Японія            | 22 липня 1959    | -                           | Токіо, Японія                                                 |       |
| 23 | 8:18.7  |      | - Яманака Цуйосі - Фукуї Макото - Кенджьо Кацунорі - Фудзімото Тацуо                                      | Японія            | 26 липня 1959    | -                           | Осака, Японія                                                 |       |
| 24 | 8:17.0  |      | - Алан Сомерс - Пітер Сінц - Джордж Брін - Майк Трой                                                      | США               | 23 липня 1960    | -                           | Толідо, Сполучені Штати Америки                               |       |
| 25 | 8:16.6  |      | - Девід Діксон - Джон Конрадс - Джон Генрікс - Мюррей Роуз                                                | Австралія         | 6 серпня 1960    | -                           | Таунсвілл, Австралія                                          |       |
| 26 | 8:10.2  |      | - Джордж Гаррісон - Дік Блік - Майк Трой - Джефф Фаррелл                                                  | США               | 1 вересня 1960   | Олімпійські ігри            | Рим, Італія                                                   |       |
| 27 | 8:09.8  |      | - Фудзімото Тацуо - Окабе Юкіакі - Фукуї Макото - Яманака Цуйосі                                          | Японія            | 21 квітня 1963   | -                           | Токіо, Японія                                                 |       |
| 28 | 8:07.6  |      | - Стів Кларк - Ед Таунсенд - Дон Сколландер - Майкл Волл                                                  | США               | 10 серпня 1963   | -                           | Чикаго, Сполучені Штати Америки                               |       |
| 29 | 8:03.7  |      | - Річард Мак-Доноу - Дон Сколландер - Рой Саарі - Ед Таунсенд                                             | США               | 19 серпня 1963   | -                           | Токіо, Японія                                                 |       |
| 30 | 8:01.8  |      | - Девід Лайонс - Дон Сколландер - Білл Меттлер - Майкл Волл                                               | США               | 28 вересня 1964  | -                           | Лос-Анджелес, Сполучені Штати Америки                         |       |
| 31 | 7:52.1  |      | - Рой Саарі - Ґері Ілман - Дон Сколландер - Стів Кларк                                                    | США               | 18 жовтня 1964   | -                           | Токіо, Японія                                                 |       |
| 32 | 7:50.8  |      | - Ґреґ Роджерс - Майкл Венден - Ґрем Вайт - Білл Девеніш                                                  | Австралія         | 24 липня 1970    | British Commonwealth Games  | Единбург, Об'єднане Королівство                               |       |
| 33 | 7:48.0  |      | - Ґері Голл-старший - Марк Ламберт - Том Макбрін - Джон Кінселла                                          | США               | 28 серпня 1970   | -                           | Токіо, Японія                                                 |       |
| 34 | 7:45.8  |      | - Джеррі Гайденрайх - Френк Гекл - Стів Джентер - Джим Мак-Коніка                                         | США               | 9 серпня 1971    | Панамериканські ігри        | Калі (місто), Колумбія                                        |       |
| 35 | 7:43.3  |      | - Джеррі Гайденрайх - Том Макбрін - Марк Шпіц - Фред Тайлер                                               | США               | 10 вересня 1971  | -                           | Мінськ, Союз Радянських Соціалістичних Республік              |       |
| 36 | 7:35.78 |      | - Джон Кінселла - Фред Тайлер - Стів Джентер - Марк Шпіц                                                  | США               | 31 серпня 1972   | Олімпійські ігри            | Мюнхен, Німеччина                                             |       |
| 37 | 7:33.22 |      | - Робін Бекгаус - Рік Клатт - Курт Крампголз - Джим Монтґомері                                            | США               | 7 вересня 1973   | Чемпіонат світу             | Белград, Соціалістична Федеративна Республіка Югославія       |       |
| 38 | 7:30.54 |      | - Рекс Фаверо - Брюс Фернісс - Тім Шоу - Стів Фернісс                                                     | США               | 22 серпня 1975   | -                           | Канзас-Сіті, Сполучені Штати Америки                          |       |
| 39 | 7:30.33 | (пз) | - Майк Брунер - Брюс Фернісс - Даґ Нортвей - Тім Шоу                                                      | США               | 21 липня 1976    | Олімпійські ігри            | Монреаль, Канада                                              |       |
| 40 | 7:23.22 |      | - Майк Брунер - Брюс Фернісс - Джон Нейбер - Джим Монтґомері                                              | США               | 21 липня 1976    | Олімпійські ігри            | Монреаль, Канада                                              |       |
| 41 | 7:20.82 |      | - Роуді Ґейнс - Брюс Фернісс - Білл Форрестер - Боббі Гаккетт                                             | США               | 24 серпня 1978   | Чемпіонат світу             | Західний Берлін, Федеративна Республіка Німеччина (1949—1990) |       |
| 42 | 7:20.40 |      | - Андреас Шмідт - Міхаель Ґрос - Александер Шовтка - Томас Фарнер                                         | ФРН               | 23 серпня 1983   | Чемпіонат Європи            | Рим, Італія                                                   |       |
| 43 | 7:18.87 | (пз) | - Джефф Ґаберіно (1:49.80) - Девід Ларсон (1:50.18) - Брюс Геєс (1:50.04) - Річард Сеґер (1:48.85)        | США               | 30 липня 1984    | Олімпійські ігри            | Лос-Анджелес, Сполучені Штати Америки                         |       |
| 44 | 7:15.69 |      | - Майк Гіт (1:48.67) - Девід Ларсон (1:49.01) - Джефф Флоут (1:49.60) - Брюс Геєс (1:48.41)               | США               | 30 липня 1984    | Олімпійські ігри            | Лос-Анджелес, Сполучені Штати Америки                         |       |
| 45 | 7:13.10 |      | - Петер Зітт - Райнер Генкель - Томас Фарнер - Міхаель Ґрос                                               | ФРН               | 19 серпня 1987   | Чемпіонат Європи            | Страсбург, Франція                                            |       |
| 46 | 7:12.51 |      | - Трой Делбі (1:49.37) - Метт Цетлінскі (1:48.44) - Даґ Джертсен (1:48.26) - Метт Бйонді (1:46.44)        | США               | 21 вересня 1988  | Олімпійські ігри            | Сеул, Південна Корея                                          |       |
| 47 | 7:11.95 |      | (1:49.55) Дмитро Лепиков (1:46.58) Володимир Пишненко (1:48.99) Веніамін Таянович (1:46.83) Євген Садовий | Об'єднана команда | 27 липня 1992    | Олімпійські ігри            | Барселона, Іспанія                                            |       |
| 48 | 7:11.86 |      | - Ян Торп (1:47.48) - Денієл Ковальський (1:47.81) - Метью Данн (1:49.15) - Майкл Клім (1:47.42)          | Австралія         | 13 вересня 1998  | Ігри Співдружності          | Куала-Лумпур, Малайзія                                        | [ 2 ] |
| 49 | 7:08.79 |      | - Ян Торп (1:46.28) - Білл Кірбі (1:48.96) - Ґрант Гаккетт (1:46.30) - Майкл Клім (1:47.25)               | Австралія         | 25 серпня 1999   | Пантихоокеанський чемпіонат | Сідней, Австралія                                             |       |
| 50 | 7:07.05 |      | - Ян Торп (1:46.03) - Майкл Клім (1:46.40) - Тодд Пірсон (1:47.36) - Білл Кірбі (1:47.26)                 | Австралія         | 19 вересня 2000  | Олімпійські ігри            | Сідней, Австралія                                             |       |
| 51 | 7:04.66 |      | - Ґрант Гаккетт (1:46.11) - Майкл Клім (1:46.49) - Білл Кірбі (1:47.92) - Ян Торп (1:44.14)               | Австралія         | 27 липня 2001    | Чемпіонат світу             | Фукуока, Японія                                               |       |
| 52 | 7:03.24 |      | - Майкл Фелпс (1:45.36) - Раян Лохте (1:45.86) - Кліт Келлер (1:46.31) - Пітер Вандеркаай (1:45.71)       | США               | 30 березня 2007  | Чемпіонат світу             | Мельбурн, Австралія                                           |       |
| 53 | 6:58.56 |      | - Майкл Фелпс (1:43.31) - Раян Лохте (1:44.28) - Ріккі Беренс (1:46.29) - Пітер Вандеркаай (1:44.68)      | США               | 13 серпня 2008   | Олімпійські ігри            | Пекін, Китай                                                  |       |
| 54 | 6:58.55 |      | - Майкл Фелпс (1:44.49) - Ріккі Беренс (1:44.13) - Девід Волтерс (1:45.47) - Раян Лохте (1:44.46)         | США               | 31 липня 2009    | Чемпіонат світу             | Рим, Італія                                                   | [ 3 ] |

### На короткій воді
| #  | Час     |  | Ім'я | Країна    | Дата            | Змагання                                                  | Місце                             | Пос.  |
| -- | ------- |  | --- | --------- | --------------- | --------------------------------------------------------- | --------------------------------- | ----- |
| 1  | 7:02.74 |  | - Майкл Клім (1:45.21) - Ґрант Гаккетт (1:45.61) - Вільям Кірбі (1:46.41) - Метью Данн (1:45.51)                      | Австралія | 18 квітня 1997  | Чемпіонат світу на короткій воді                          | Гетеборг, Швеція                  |       |
| 2  | 7:01.60 |  | - Майкл Клім - Метью Данн - Вільям Кірбі - Тодд Пірсон                                                                | Австралія | 1 вересня 1999  | Чемпіонат Австралії на короткій воді з роздільним стартом | Канберра, Австралія               |       |
| 3  | 7:01.33 |  | - Джошуа Девіс - Ніл Вокер - Скотт Такер - Чад Карвін                                                                 | США       | 17 березня 2000 | Чемпіонат світу на короткій воді                          | Афіни, Греція                     |       |
| 4  | 6:56.41 |  | - Вільям Кірбі (1:44.97) - Ян Торп (1:42.63) - Майкл Клім (1:45.55) - Ґрант Гаккетт (1:43.26)                         | Австралія | 7 серпня 2001   | Чемпіонат Австралії на короткій воді                      | Перт, Австралія                   |       |
| 5  | 6:52.66 |  | - Керк Палмер (1:43.12) - Ґрант Гаккетт (1:42.75) - Ґрант Брітс (1:44.01) - Кенрік Монк (1:42.78)                     | Австралія | 31 серпня 2007  | Чемпіонат Австралії на короткій воді                      | Мельбурн, Австралія               |       |
| 6  | 6:51.05 |  | - Колін Рассел (1:43.60) - Стефан Гірняк (1:43.41) - Брент Гейден (1:41.49) - Джоел Гріншілдс (1:42.55)               | Канада    | 7 серпня 2009   | British Grand Prix                                        | Лідс, Об'єднане Королівство       | [ 4 ] |
| 7  | 6:49.04 |  | - Микита Лобінцев (1:42.10) - Данило Ізотов (1:42.15) - Євген Лагунов (1:42.32) - Олександр Сухоруков (1:42.47)       | Росія     | 16 грудня 2010  | Чемпіонат світу на короткій воді                          | Дубай, Об'єднані Арабські Емірати | [ 5 ] |
| 8  | 6:46.81 |  | - Луїс Алтамір Мело (1:42.03) - Фернандо Шеффер (1:40.99) - Леонарду Коелью Сантус (1:42.81) - Брено Коррея (1:40.87) | Бразилія  | 14 грудня 2018  | Чемпіонат світу                                           | Ханчжоу, Китай                    | [ 6 ] |
| 9  | 6:44.12 |  | - Кіаран Сміт (1:41.04) - Карсон Фостер (1:40.48) - Трентон Джуліан (1:41.44) - Дрю Кіблер (1:41.16)                  | США       | 16 грудня 2022  | Чемпіонат світу                                           | Мельбурн, Австралія               | [ 7 ] |
| 10 | 6:40.51 |  | - Люк Хобсон (1:38.91) - Карсон Фостер (1:40.77) - Шейн Касас (1:40,34) - Кіаран Сміт (1:40,49)                       | USA       | 13 грудня 2024  | Чемпіонат світу                                           | Будапешт, Угорщина                |       |

## Жінки

### На довгій воді
| #  | Час     |  | Ім'я | Країна    | Дата            | Змагання           | Місце                      | Пос.          |
| -- | ------- |  | --- | --------- | --------------- | ------------------ | -------------------------- | ------------- |
| 1  | 8:02.27 |  | - Крістін Отто - Астрід Штраус - Корнелія Зірх - Бірґіт Майнеке                                             | НДР       | 22 серпня 1983  | Чемпіонат Європи   | Рим, Італія                | [ 9 ]         |
| 2  | 7:59.33 |  | - Мануела Штельмах (2:00.31) - Астрід Штраус (1:59.44) - Надя Берґкнехт (2:00.42) - Гайке Фрідріх (1:59.16) | НДР       | 17 серпня 1986  | Чемпіонат світу    | Мадрид, Іспанія            | [ 9 ]         |
| 3  | 7:55.47 |  | - Мануела Штельмах (2:00.23) - Астрід Штраус (1:58.90) - Анке Мерінґ (1:58.73) - Гайке Фрідріх (1:57.61)    | НДР       | 18 серпня 1987  | Чемпіонат Європи   | Страсбург, Франція         | [ 10 ] [ 11 ] |
| 4  | 7:53.42 |  | - Наталі Коглін (1:57.74) - Карлі Пайпер (1:59.39) - Дана Воллмер (1:58.12) - Кейтлін Сандено (1:58.17)     | США       | 18 серпня 2004  | Олімпійські ігри   | Афіни, Греція              | [ 10 ]        |
| 5  | 7:50.82 |  | - Петра Даллманн (1:59.14) - Даніела Самульскі (1:58.27) - Брітта Штеффен (1:57.77) - Анніка Лурц (1:55.64) | Німеччина | 3 серпня 2006   | Чемпіонат Європи   | Будапешт, Угорщина         | [ 10 ]        |
| 6  | 7:50.09 |  | - Наталі Коглін (1:56.43) - Дана Воллмер (1:57.49) - Лейсі Наймаєр (1:59.19) - Кейті Гофф (1:56.98)         | США       | 29 березня 2007 | Чемпіонат світу    | Мельбурн, Австралія        |               |
| 7  | 7:44.31 |  | - Стефані Райс (1:56.60) - Бронті Берретт (1:56.58) - Кайлі Палмер (1:55.22) - Лінда Маккензі (1:55.91)     | Австралія | 14 серпня 2008  | Олімпійські ігри   | Пекін, Китай               |               |
| 8  | 7:42.08 |  | - Ян Юй (1:55.47) - Чжу Цяньвей (1:55.79) - Лю Цзін (1:56.09) - Пан Цзяїн (1:54.73)                         | Китай     | 30 липня 2009   | Чемпіонат світу    | Рим, Італія                | [ 12 ]        |
| 9  | 7:41.50 |  | - Аріарн Тітмус (1:54.27) - Медісон Вілсон (1:56.73) - Бріанна Тросселл (1:55.60) - Емма Маккеон (1:54.90)  | Австралія | 25 липня 2019   | Чемпіонат світу    | Кванджу, Південна Корея    | [ 13 ]        |
| 10 | 7:40.33 |  | - Ян Цзюньсюань (1:54.37) - Тан Мухань (1:55.00) - Чжан Юйфей (1:55.66) - Лі Бінцзє (1:55.30)               | Китай     | 29 липня 2021   | Олімпійські ігри   | Токіо, Японія              | [ 14 ]        |
| 11 | 7:39.29 |  | - Медісон Вілсон (1:56.27) - Кіа Мелвертон (1:55.40) - Моллі О'Каллаган (1:54.80) - Аріарн Тітмус (1:52.82) | Австралія | 31 липня 2022   | Ігри Співдружності | Бірмінгем, Велика Британія | [ 15 ]        |
| 12 | 7:37.50 |  | - Моллі О'Каллаган (1:53.66) - Шейна Джек (1:55.63) - Бріанна Тросселл (1:55.80) - Аріарн Тітмус (1:52.41)  | Австралія | 27 липня 2023   | Чемпіонат світу    | Фукуока, Японія            | [ 16 ]        |

### На короткій воді
| #  | Час     |  | Ім'я | Країна          | Дата            | Змагання                          | Місце                             | Пос.                 |
| -- | ------- |  | --- | --------------- | --------------- | --------------------------------- | --------------------------------- | -------------------- |
| 1  | 7:58.74 |  | ? | ?               | 198_?           | ?                                 |                                   | [ 17 ] [ 18 ]        |
| 2  | 7:52.45 |  | - Шань Їн - Чжоу Ґуаньбінь - Ле Цзін'ї - Люй Бінь                                                                  | КНР             | 3 грудня 1993   | Чемпіонат світу на короткій воді  | Пальма (місто), Іспанія           | [ 17 ] [ 19 ]        |
| 3  | 7:51.92 |  | - Луна Ван (1:57.01) - Нянь Юнь (1:56.35) - Чень Янь (1:59.76) - Шань Їн (1:58.80)                                 | КНР             | 17 квітня 1997  | Чемпіонат світу на короткій воді  | Гетеборг, Швеція                  | [ 19 ] [ 20 ] [ 21 ] |
| 4  | 7:51.70 |  | - Юзефіна Ліллгаге (1:57.80) - Луїза Єнке (1:59.01) - Юганна Шеберг (1:57.27) - Малін Сванстрем (1:57.62)          | Швеція          | 1 квітня 1999   | Чемпіонат світу на короткій воді  | Гонконг, Гонконг                  | [ 21 ] [ 22 ]        |
| 5  | 7:49.11 |  | - Клер Гуддарт (1:58.19) - Нікола Джексон (1:56.20) - Карен Леґґ (1:57.51) - Карен Пікерінґ (1:57.21)              | Велика Британія | 16 березня 2000 | Чемпіонат світу на короткій воді  | Афіни, Греція                     | [ 23 ]               |
| 6  | 7:47.14 |  | - Карен Леґґ (1:57.18) - Джанін Белтон (1:58.52) - Нікола Джексон (1:55.51) - Карен Пікерінґ (1:55.86)             | Велика Британія | 10 серпня 2001  | Чемпіонат країни на короткій воді | Норвіч, Об'єднане Королівство     | [ 24 ] [ 25 ]        |
| 7  | 7:46.30 |  | - Сюй Яньвей (1:55.73) - Чжу Інвень (1:57.04) - Тан Цзінчжи (1:58.37) - Ян Юй (1:55.16)                            | КНР             | 3 квітня 2002   | Чемпіонат світу на короткій воді  | Москва, Росія                     | [ 26 ] [ 27 ]        |
| 8  | 7:38.90 |  | - Інґе Деккер (1:55.36) - Фемке Гемскерк (1:53.44) - Марлен Велдгойс (1:54.17) - Раномі Кромовідьойо (1:55.93)     | Нідерланди      | 9 квітня 2008   | Чемпіонат світу на короткій воді  | Манчестер, Об'єднане Королівство  | [ 28 ]               |
| 9  | 7:35.94 |  | - Чень Цянь (1:54.73) - Тан І (1:53.54) - Лю Цзін (1:53.59) - Чжу Цяньвей (1:54.08)                                | КНР             | 15 грудня 2010  | Чемпіонат світу на короткій воді  | Дубай, Об'єднані Арабські Емірати | [ 29 ]               |
| 10 | 7:32.85 |  | - Інґе Деккер (1:54.73) - Фемке Гемскерк (1:51.22) - Раномі Кромовідьойо (1:54.17) - Шарон ван Раувендал (1:52.73) | Нідерланди      | 3 грудня 2014   | Чемпіонат світу на короткій воді  | Доха, Катар                       | [ 30 ]               |
| 11 | 7:30.87 |  | - Медісон Вілсон (1:53.13) - Моллі О'Каллаган (1:52.83) - Ліа Ніл (1:52.67) - Лані Паллістер (1:52.24)             | Австралія       | 14 грудня 2022  | Чемпіонат світу                   | Мельбурн, Австралія               | [ 31 ]               |
| 12 | 7:30.13 |  | - Александра Волш (1:53.25) - Пейдж Мадден (1:53,18) - Кейті Ґраймс (1:53,39) - Клер Вайнстайн (1:50,31)           | США             | 12 грудня 2024  | Чемпіонат світу                   | Будапешт, Угорщина                |                      |

## Найкращі 10 за увесь час за країнами

### Чоловіки на довгій воді
- Актуально станом на лютий 2024[33]

| Міс. | Час     | Плавець                                                                                                   | Країна          | Дата            | Місце   | Пос.   |
| ---- | ------- | --- | --------------- | --------------- | ------- | ------ |
| 1    | 6:58.55 | Майкл Фелпс (1:44.49) Ріккі Беренс (1:44.13) Девід Волтерс (1:45.47) Раян Лохте (1:44.46)                 | США             | 31 липня 2009   | Рим     |        |
| 2    | 6:58.58 | Томас Дін (1:45.72) Джеймс Ґай (1:44.40) Метью Річардс (1:45.01) Данкан Скотт (1:43.45)                   | Велика Британія | 28 липня 2021   | Токіо   | [ 34 ] |
| 3    | 6:59.15 | Микита Лобінцев (1:45.10) Михайло Поліщук (1:45.42) Данило Ізотов (1:44.48) Олександр Сухоруков (1:44.15) | Росія           | 31 липня 2009   | Рим     |        |
| 4    | 7:00.85 | Клайд Льюїс (1:45.58) Кайл Чалмерс (1:45.37) Александер Грем (1:45.05) Мак Гортон (1:44.85)               | Австралія       | 26 липня 2019   | Кванджу |        |
| 5    | 7:01.73 | Yang Jae-hoon (1:46.83) Lee Ho-joon (1:45.36) Кім У Мін (1:44.50) Хван Сон У (1:44.53)                    | Південна Корея  | 26 вересня 2023 | Ханчжоу | [ 35 ] |
| 6    | 7:01.84 | Цзі Сіньцзє (1:46.45) Ван Хаоюй (1:45.69) Пань Чжаньле (1:43.90) Чжан Чжаньшо (1:45.80)                   | Китай           | 16 лютого 2024  | Доха    | [ 36 ] |
| 7    | 7:02.01 | Філіппо Мельї (1:45.86) Габріеле Детті (1:45.30) Стефано Балло (1:45.27) Стефано Ді Кола (1:45.58)        | Італія          | 26 липня 2019   | Кванджу |        |
| 8    | 7:02.26 | Утіда Сьо (1:45.90) Окумура Йосіхіро (1:45.83) Шьоґо Хіхара (1:45.99) Мацуда Такесі (1:44.54)             | Японія          | 31 липня 2009   | Рим     |        |
| 9    | 7:02.77 | Аморі Лево (1:46.70) Грегорі Малле (1:46.83) Клеман Лефер (1:46.00) Яннік Аньєль (1:43.24)                | Франція         | 31 липня 2012   | Лондон  |        |
| 10   | 7:03.19 | Пауль Бідерманн (1:42.81) Фелікс Вольф (1:47.65) Яннік Лебгерц (1:47.31) Клеменс Рапп (1:45.42)           | Німеччина       | 31 липня 2019   | Рим     |        |

### Чоловіки на короткій воді
- Актуально станом на грудень 2022[37]

| Міс. | Час     | Плавець | Країна    | Дата           | Місце    | Пос.   |
| ---- | ------- | --- | --------- | -------------- | -------- | ------ |
| 1    | 6:44.12 | Кіаран Сміт (1:41.04) Карсон Фостер (1:40.48) Трентон Джуліан (1:41.44) Дрю Кіблер (1:41.16)                  | США       | 16 грудня 2022 | Мельбурн | [ 38 ] |
| 2    | 6:46.54 | Томас Нілл (1:41.50) Кайл Чалмерс (1:40.35) Флінн Саутем (1:41.50) Мак Гортон (1:43.19)                       | Австралія | 16 грудня 2022 | Мельбурн | [ 38 ] |
| 3    | 6:46.81 | Луїс Алтамір Мело (1:42.03) Фернандо Шеффер (1:40.99) Леонарду Коелью Сантус (1:42.81) Брено Коррея (1:40.98) | Бразилія  | 14 грудня 2018 | Ханчжоу  |        |
| 4    | 6:46.84 | Мартин Малютін (1:42.34) Михайло Вековищев (1:41.57) Іван Гірьов (1:41.85) Олександр Красних (1:41.08)        | Росія     | 14 грудня 2018 | Ханчжоу  |        |
| 5    | 6:47.53 | Цзі Сіньцзє (1:42.67) Сюй Цзяюй (1:41.68) Сунь Ян (1:41.25) Ван Шунь (1:41.93)                                | Китай     | 14 грудня 2018 | Ханчжоу  |        |
| 6    | 6:49.63 | Маттео Чампі (1:42.68) Томас Чеккон (1:42.61) Альберто Радзетті (1:42.76) Паоло Конте Бонін (1:41.58)         | Італія    | 16 грудня 2022 | Мельбурн | [ 38 ] |
| 7    | 6:51.05 | Колін Рассел (1:43.60) Стефан Гірняк (1:43.41) Брент Гейден(1:41.49) Джоел Гріншілдс (1:42.55)                | Канада    | 7 серпня 2009  | Лідс     |        |
| 8    | 6:52.04 | Тенна Ватанабе (1:43.78) Мацумото Кацухіро (1:40.66) Хіденарі Мано (1:43.18) Шюя Мацумото (1:44.42)           | Японія    | 16 грудня 2022 | Мельбурн | [ 38 ] |
| 9    | 6:52.13 | Майлс Браун (1:43.25) Себастьян Руссо (1:43.96) Чад ле Клос (1:40.61) Лейт Шенкланд (1:44.31)                 | ПАР       | 4 грудня 2014  | Доха     |        |
| 10   | 6:52.66 | Луї Кроенен (1:44.91) Гленн Сюргелосе (1:43.29) Еммануель Ванлюшен (1:42.33) Пітер Тіммерс (1:42.13)          | Бельгія   | 4 грудня 2014  | Доха     |        |

### Жінки на довгій воді
- Актуально станом на липень 2023[39]

| Міс. | Час     | Плавчиня | Країна          | Дата           | Місце   | Пос.   |
| ---- | ------- | --- | --------------- | -------------- | ------- | ------ |
| 1    | 7:37.50 | Моллі О'Каллаган (1:53.66) Шейна Джек (1:55.63) Бріанна Тросселл (1:55.80) Аріарн Тітмус (1:52.41)                   | Австралія       | 27 липня 2023  | Фукуока | [ 16 ] |
| 2    | 7:40.33 | Ян Цзюньсюань (1:54.37) Тан Мухань (1:55.00) Чжан Юйфей (1:55.66) Лі Бінцзє (1:55.30)                                | Китай           | 29 липня 2021  | Токіо   | [ 40 ] |
| 3    | 7:40.73 | Еллісон Шмітт (1:56.34) Пейдж Мадден (1:55.25) Кейті Маклафлін (1:55.38) Кейті Ледекі (1:53.76)                      | США             | 29 липня 2021  | Токіо   | [ 40 ] |
| 4    | 7:43.77 | Саммер Макінтош (1:55.74) Ребекка Сміт (1:57.30) Кайла Санчес (1:55.59) Пенні Олексяк (1:55.14)                      | Канада          | 29 липня 2021  | Токіо   | [ 40 ] |
| 5    | 7:45.51 | Джоенн Джексон (1:55.98) Язмін Карлін (1:56.78) Кейтлін Макклетчі (1:56.42) Ребекка Едлінгтон (1:56.33)              | Велика Британія | 30 липня 2009  | Рим     |        |
| 6    | 7:46.57 | Рената Фабіола Спаньйоло (1:58.79) Алессія Філіппі (1:56.97) Аліче Карпанезе (1:57.36) Федеріка Пеллегріні (1:53.45) | Італія          | 30 липня 2009  | Рим     |        |
| 7    | 7:47.49 | Камій Мюффа (1:55.51) Шарлотт Бонне (1:57.78) Офелі-Сірієлль Етьєн (1:58.05) Коралі Балмі (1:56.15)                  | Франція         | 1 серпня 2012  | Лондон  |        |
| 8    | 7:48.04 | Агнеш Мутіна (1:56.64) Евелін Веррасто (1:57.20) Естер Дара (1:59.04) Катінка Хоссу (1:55.16)                        | Угорщина        | 30 липня 2009  | Рим     |        |
| 9    | 7:48.25 | Анна Єгорова (1:58.19) Анастасія Гуженкова (1:56.43) Валерія Саламатіна (1:56.93) Вероніка Андрусенко (1:56.70)      | Росія           | 25 липня 2019  | Кванджу |        |
| 10   | 7:48.96 | Іґарасі Тіхіро (1:57.88) Ікее Рікако (1:54.69) Сірай Ріо (1:58.29) Охасі Юї (1:58.10)                                | Японія          | 10 серпня 2018 | Токіо   |        |

### Жінки на короткій воді
- Актуально станом на грудень 2022

| Міс. | Час     | Плавчиня | Країна          | Дата           | Місце     | Пос.   |
| ---- | ------- | --- | --------------- | -------------- | --------- | ------ |
| 1    | 7:30.87 | Медісон Вілсон (1:53.13) Моллі О'Каллаган (1:52.83) Ліа Ніл (1:52.67) Лані Паллістер (1:52.24)                | Австралія       | 14 грудня 2022 | Мельбурн  | [ 41 ] |
| 2    | 7:32.85 | Інґе Деккер (1:54.73) Фемке Гемскерк (1:51.22) Раномі Кромовідьойо (1:54.17) Шарон ван Раувендал (1:52.73)    | Нідерланди      | 3 грудня 2014  | Доха      |        |
| 3    | 7:32.96 | Саммер Макінтош (1:54.30) Кайла Санчес (1:52.97) Кетрін Савард (1:54.01) Ребекка Сміт (1:51.68)               | Канада          | 20 грудня 2021 | Абу-Дабі  | [ 42 ] |
| 4    | 7:34.08 | Лі Бінцзє (1:54.56) Ян Цзюньсюань (1:53.06) Чжан Юйхань (1:53.94) Ван Цзяньцзяхе (1:52.52)                    | Китай           | 15 грудня 2018 | Ханчжоу   |        |
| 5    | 7:34.70 | Александра Волш (1:53.90) Галі Флікінджер (1:53.48) Ерін Ґеммелл (1:52.23) Леа Сміт (1:55.09)                 | США             | 14 грудня 2022 | Мельбурн  | [ 41 ] |
| 6    | 7:36.64 | Анна Єгорова (1:54.18) Дарія Муллакаєва (1:55.22) Анастасія Гуженкова (1:53.94) Вероніка Андрусенко (1:53.30) | Росія           | 15 грудня 2018 | Ханчжоу   |        |
| 7    | 7:38.33 | Камій Мюффа (1:53.17) Коралі Балмі (1:53.71) Мілен Лазар (1:56.24) Офелі-Сірієлль Етьєн (1:55.21)             | Франція         | 15 грудня 2010 | Дубай     |        |
| 8    | 7:38.96 | Джоенн Джексон (1:54.78) Мелані Маршалл (1:55.83) Кейтлін Макклетчі (1:54.64) Ребекка Едлінгтон (1:53.71)     | Велика Британія | 10 квітня 2008 | Манчестер |        |
| 9    | 7:39.21 | Евелін Веррасто (1:54.65) Жужанна Якабош (1:54.85) Богларка Капаш (1:56.58) Катінка Хоссу (1:53.13)           | Угорщина        | 3 грудня 2014  | Доха      |        |
| 10   | 7:41.91 | Габріелла Фагундес (1:56.42) Сара Шестрем (1:54.88) Іда Марко-Варга (1:55.31) Петра Ґранлунд (1:53.30)        | Швеція          | 3 грудня 2014  | Доха      |        |

### Змішані на довгій воді
- Актуально станом на серпень 2022

| Міс. | Час     | Плавець(чиня)                                                                                                   | Країна          | Дата           | Місце    | Пос.   |
| ---- | ------- | --- | --------------- | -------------- | -------- | ------ |
| 1    | 7:26.67 | Томас Дін (1:46.54) Джеймс Ґай (1:45.43) Еббі Вуд (1:56.67) Фрея Андерсон (1:58.03)                             | Велика Британія | 18 травня 2021 | Будапешт | [ 43 ] |
| 2    | 7:28.43 | Якоб Хайдтманн (1:46.52) Геннінґ Мюлайтнер (1:47.32) Рева Рос (1:58.25) Анніка Брун (1:56.34)                   | Німеччина       | 4 серпня 2018  | Глазго   | [ 44 ] |
| 3    | 7:29.25 | Адрієн Сальван (1:47.63) Wissam-Amazigh Yebba (1:46.53) Шарлотт Бонне (1:56.39) Люсіль Тессаріоль (1:58.70)     | Франція         | 16 серпня 2022 | Рим      | [ 45 ] |
| 4    | 7:29.35 | Стефано Балло (1:46.96) Стефано Ді Кола (1:46.16) Федеріка Пеллегріні (1:55.66) Маргеріта Панцієра (2:00.57)    | Італія          | 18 травня 2021 | Будапешт | [ 43 ] |
| 5    | 7:29.37 | Михайло Вековищев (1:47.10) Михайло Довгалюк (1:47.37) Валерія Саламатіна (1:56.18) Вікторія Андреєва (1:58.72) | Росія           | 4 серпня 2018  | Глазго   | [ 44 ] |
| 6    | 7:31.19 | Кріштоф Мілак (1:48.04) Нандор Немет (1:46.90) Катінка Хоссу (1:57.31) Жужанна Якабош (1:58.94)                 | Угорщина        | 4 серпня 2018  | Глазго   | [ 44 ] |
| 7    | 7:32.39 | Кайл Стольк (1:48.64) Стан Пейненбург (1:47.79) Фемке Гемскерк (1:56.13) Робін Нойманн (1:59.83)                | Нідерланди      | 4 серпня 2018  | Глазго   | [ 44 ] |
| 8    | 7:32.96 | Денис Локтєв (1:48.08) Рон Полонський (1:48.71) Андреа Мурез (1:57.31) Анастасія Горбенко (1:58.86)             | Ізраїль         | 18 травня 2021 | Будапешт | [ 43 ] |
| 9    | 7:35.81 | Mikkel Gadgaard (1:48.75) Andreas Hansen (1:48.55) Сігне Бро (2:00.10) Гелена Росендаль Бах (1:58.41)           | Данія           | 18 травня 2021 | Будапешт | [ 43 ] |
| 10   | 7:41.29 | Каміл Серадзький (1:49.04) Mateusz Chowaniec (1:50.94) Aleksandra Knop (2:02.31) Aleksandra Polańska (1:59.00)  | Польща          | 16 серпня 2022 | Рим      | [ 45 ] |

## Найкращі 25 за увесь час

### Чоловіки на довгій воді
- Актуально станом на лютий 2024[46]

| Міс. | Час     | Плавець | Країна          | Дата            | Місце          | Пос.   |
| ---- | ------- | --- | --------------- | --------------- | -------------- | ------ |
| 1    | 6:58.55 | Майкл Фелпс (1:44.49) Ріккі Беренс (1:44.13) Девід Волтерс (1:45.47) Раян Лохте (1:44.46)                   | США             | 31 липня 2009   | Рим            |        |
| 2    | 6:58.56 | Майкл Фелпс (1:43.31) Раян Лохте (1:44.28) Ріккі Беренс (1:46.29) Пітер Вандеркаай (1:44.68)                | США             | 13 серпня 2008  | Пекін          |        |
| 3    | 6:58.58 | Томас Дін (1:45.72) Джеймс Ґай (1:44.40) Метью Річардс (1:45.01) Данкан Скотт (1:43.45)                     | Велика Британія | 28 липня 2021   | Токіо          |        |
| 4    | 6:59.08 | Данкан Скотт (1:45.42) Метью Річардс (1:44.65) Джеймс Ґай (1:45.17) Том Дін (1:43.84)                       | Велика Британія | 27 липня 2023   | Фукуока        | [ 47 ] |
| 5    | 6:59.15 | Микита Лобінцев (1:45.10) Михайло Поліщук (1:45.42) Данило Ізотов (1:44.48) Олександр Сухоруков (1:44.15)   | Росія           | 31 липня 2009   | Рим            |        |
| 6    | 6:59.70 | Раян Лохте (1:45.15) Конор Дваєр (1:45.23) Ріккі Беренс (1:45.27) Майкл Фелпс (1:44.05)                     | США             | 31 липня 2012   | Лондон         |        |
| 7    | 7:00.02 | Лук Гобсон (1:46.00) Карсон Фостер (1:44.49) Jake Mitchell (1:45.06) Кіаран Сміт (1:44.47)                  | США             | 27 липня 2023   | Фукуока        | [ 47 ] |
| 8    | 7:00.24 | Дрю Кіблер (1:45.54) Карсон Фостер (1:45.04) Трентон Джуліан (1:45.31) Кіаран Сміт (1:44.35)                | США             | 23 червня 2022  | Будапешт       | [ 48 ] |
| 9    | 7:00.66 | Конор Дваєр (1:45.23) Тавнлі Гаас (1:44.14) Раян Лохте (1:46.03) Майкл Фелпс (1:45.26)                      | США             | 9 серпня 2016   | Ріо-де-Жанейро |        |
| 10   | 7:00.85 | Клайд Льюїс (1:45.58) Кайл Чалмерс (1:45.37) Александер Грем (1:45.05) Мак Гортон (1:44.85)                 | Австралія       | 26 липня 2019   | Кванджу        |        |
| 11   | 7:01.65 | Кенрік Монк (1:46.00) Robert Hurley (1:46.47) Томмасо Д'Орсонья (1:44.82) Patrick Murphy (1:44.36)          | Австралія       | 31 липня 2009   | Рим            |        |
| 12   | 7:01.70 | Stephen Milne (1:47.25) Ніколас Грейнджер (1:46.05) Данкан Скотт (1:44.60) Джеймс Ґай (1:43.80)             | Велика Британія | 28 липня 2017   | Будапешт       |        |
| 13   | 7:01.72 | Конор Дваєр (1:45.76) Раян Лохте (1:44.98) Чарлі Гоучін (1:45.59) Ріккі Беренс (1:45.39)                    | США             | 2 серпня 2013   | Barcelona      |        |
| 14   | 7:01.73 | Yang Jae-hoon (1:46.83) Lee Ho-joon (1:45.36) Кім У Мін (1:44.50) Хван Сон У (1:44.53)                      | Південна Корея  | 26 вересня 2023 | Ханчжоу        | [ 35 ] |
| 15   | 7:01.81 | Михайло Довгалюк (1:45.56) Михайло Вековищев (1:45.45) Олександр Красних (1:45.38) Мартин Малютін (1:45.42) | Росія           | 26 липня 2019   | Кванджу        |        |
| 15   | 7:01.81 | Мартин Малютін (1:45.69) Іван Гірьов (1:45.63) Євген Рилов (1:45.26) Михайло Довгалюк (1:45.23)             | Росія           | 28 липня 2021   | Токіо          |        |
| 17   | 7:01.84 | Александер Грем (1:46.00) Кайл Чалмерс (1:45.35) Зак Інсерті (1:45.75) Томас Нілл (1:44.74)                 | Австралія       | 28 липня 2021   | Токіо          |        |
| 17   | 7:01.84 | Цзі Сіньцзє (1:46.45) Ван Хаоюй (1:45.69) Пань Чжаньле (1:43.90) Чжан Чжаньшо (1:45.80)                     | Китай           | 16 лютого 2024  | Доха           | [ 36 ] |
| 19   | 7:01.94 | Yang Jae-hoon (1:47.78) Кім У Мін (1:44.93) Lee Ho-joon (1:45.47) Хван Сон У (1:43.76)                      | Південна Корея  | 16 лютого 2024  | Доха           | [ 36 ] |
| 20   | 7:01.98 | Ендрю Селіскар (1:45.81) Блейк П'єроні (1:44.98) Зак Еппл (1:46.03) Тавнлі Гаас (1:45.16)                   | США             | 26 липня 2019   | Кванджу        |        |
| 21   | 7:02.01 | Філіппо Мельї (1:45.86) Габріеле Детті (1:45.30) Стефано Балло (1:45.27) Стефано Ді Кола (1:45.58)          | Італія          | 26 липня 2019   | Кванджу        |        |
| 22   | 7:02.04 | Данкан Скотт (1:44.91) Келум Джарвіс (1:45.58) Томас Дін (1:46.10) Джеймс Ґай (1:45.45)                     | Велика Британія | 26 липня 2019   | Кванджу        |        |
| 23   | 7:02.08 | Лук Гобсон (1:45.26) Карсон Фостер (1:43.94) Гантер Армстронґ (1:45.73) Девід Джонстон (1:47.15)            | США             | 16 лютого 2024  | Доха           | [ 36 ] |
| 24   | 7:02.13 | Kai Taylor (1:45.79) Кайл Чалмерс (1:45.19) Александер Грем (1:45.55) Томас Нілл (1:45.60)                  | Австралія       | 27 липня 2023   | Фукуока        | [ 47 ] |
| 25   | 7:02.26 | Утіда Сьо (1:45.90) Окумура Йосіхіро (1:45.83) Шьоґо Хіхара (1:45.99) Мацуда Такесі (1:44.54)               | Японія          | 31 липня 2009   | Рим            |        |

### Чоловіки на короткій воді
- Актуально станом на грудень 2022[37]

| Міс. | Час     | Плавець | Країна    | Дата           | Місце    | Пос.   |
| ---- | ------- | --- | --------- | -------------- | -------- | ------ |
| 1    | 6:44.12 | Кіаран Сміт (1:41.04) Карсон Фостер (1:40.48) Трентон Джуліан (1:41.44) Дрю Кіблер (1:41.16)                  | США       | 16 грудня 2022 | Мельбурн | [ 38 ] |
| 2    | 6:46.54 | Томас Нілл (1:41.50) Кайл Чалмерс (1:40.35) Флінн Саутем (1:41.50) Мак Гортон (1:43.19)                       | Австралія | 16 грудня 2022 | Мельбурн | [ 38 ] |
| 3    | 6:46.81 | Луїс Алтамір Мело (1:42.03) Фернандо Шеффер (1:40.99) Леонарду Коелью Сантус (1:42.81) Брено Коррея (1:40.98) | Бразилія  | 14 грудня 2018 | Ханчжоу  |        |
| 4    | 6:46.84 | Мартин Малютін (1:42.34) Михайло Вековищев (1:41.57) Іван Гірьов (1:41.85) Олександр Красних (1:41.08)        | Росія     | 14 грудня 2018 | Ханчжоу  |        |
| 5    | 6:47.00 | Кіаран Сміт (1:41.79) Трентон Джуліан (1:41.35) Карсон Фостер (1:41.65) Раян Гелд (1:42.21)                   | США       | 19 грудня 2021 | Абу-Дабі | [ 49 ] |
| 6    | 6:47.53 | Цзі Сіньцзє (1:42.67) Сюй Цзяюй (1:41.68) Сунь Ян (1:41.25) Ван Шунь (1:41.93)                                | Китай     | 14 грудня 2018 | Ханчжоу  |        |
| 7    | 6:49.04 | | Росія     | 16 грудня 2010 | Дубай    |        |
| 8    | 6:49.12 | Владислав Гриньов (1:43.18) Aleksandr Shchegolev (1:40.86) Михайло Вековищев (1:42.16) Іван Гірьов (1:42.92)  | Росія     | 19 грудня 2021 | Абу-Дабі | [ 49 ] |
| 9    | 6:49.58 | | США       | 16 грудня 2010 | Дубай    |        |
| 10   | 6:49.60 | Фернандо Шеффер (1:42.51) Муріло Сарторі (1:42.07) Kaique Alves (1:43.15) Брено Коррея (1:41.87)              | Бразилія  | 19 грудня 2021 | Абу-Дабі | [ 49 ] |
| 11   | 6:49.63 | Маттео Чампі (1:42.68) Томас Чеккон (1:42.61) Альберто Радзетті (1:42.76) Паоло Конте Бонін (1:41.58)         | Італія    | 16 грудня 2022 | Мельбурн | [ 38 ] |
| 12   | 6:49.84 | |           |                |          |        |
| 13   | 6:51.05 | |           |                |          |        |
| 14   | 6:51.17 | |           |                |          |        |
| 15   | 6:51.40 | |           |                |          |        |
| 16   | 6:51.48 | Маттео Чампі (1:42.93) Томас Чеккон (1:44.23) Філіппо Мельї (1:42.99) Альберто Радзетті (1:41.33)             | Італія    | 19 грудня 2021 | Абу-Дабі | [ 49 ] |
| 17   | 6:51.68 | |           |                |          |        |
| 18   | 6:51.80 | |           |                |          |        |
| 19   | 6:51.96 | |           |                |          |        |
| 20   | 6:52.04 | Тенна Ватанабе (1:43.78) Мацумото Кацухіро (1:40.66) Хіденарі Мано (1:43.18) Шюя Мацумото (1:44.42)           | Японія    | 16 грудня 2022 | Мельбурн | [ 38 ] |
| 21   | 6:52.10 | |           |                |          |        |
| 22   | 6:52.13 | |           |                |          |        |
| 23   | 6:52.29 | |           |                |          |        |
| 24   | 6:52.66 | |           |                |          |        |
| 24   | 6:52.66 | |           |                |          |        |

### Жінки на довгій воді
- Актуально станом на липень 2023[39]

| Міс. | Час     | Плавчиня                                                                                            | Країна    | Дата           | Місце          | Пос.   |
| ---- | ------- | --------------------------------------------------------------------------------------------------- | --------- | -------------- | -------------- | ------ |
| 1    | 7:37.50 | Моллі О'Каллаган (1:53.66) Шейна Джек (1:55.63) Бріанна Тросселл (1:55.80) Аріарн Тітмус (1:52.41)  | Австралія | 27 липня 2023  | Фукуока        | [ 16 ] |
| 2    | 7:39.29 | Медісон Вілсон (1:56.27) Кіа Мелвертон (1:55.40) Моллі О'Каллаган (1:54.80) Аріарн Тітмус (1:52.82) | Австралія | 31 липня 2022  | Бірмінгем      | [ 50 ] |
| 3    | 7:40.33 | Ян Цзюньсюань (1:54.37) Тан Мухань (1:55.00) Чжан Юйфей (1:55.66) Лі Бінцзє (1:55.30)               | Китай     | 29 липня 2021  | Токіо          | [ 40 ] |
| 4    | 7:40.73 | Еллісон Шмітт (1:56.34) Пейдж Мадден (1:55.25) Кейті Маклафлін (1:55.38) Кейті Ледекі (1:53.76)     | США       | 29 липня 2021  | Токіо          | [ 40 ] |
| 5    | 7:41.29 | Аріарн Тітмус (1:54.51) Емма Маккеон (1:55.31) Медісон Вілсон (1:55.62) Ліа Ніл (1:55.85)           | Австралія | 29 липня 2021  | Токіо          | [ 40 ] |
| 6    | 7:41.38 | Ерін Ґеммелл (1:55.97) Кейті Ледекі (1:54.39) Белла Сімс (1:54.64) Alex Shackell (1:56.38)          | США       | 27 липня 2023  | Фукуока        | [ 16 ] |
| 7    | 7:41.45 | Клер Вайнстайн (1:56.79) Леа Сміт (1:56.49) Кейті Ледекі (1:53.67) Белла Сімс (1:54.60)             | США       | 22 червня 2022 | Будапешт       |        |
| 8    | 7:41.50 | Аріарн Тітмус (1:54.27) Медісон Вілсон (1:56.73) Бріанна Тросселл (1:55.60) Емма Маккеон (1:54.90)  | Австралія | 25 липня 2019  | Кванджу        |        |
| 9    | 7:41.87 | Сімоне Мануель (1:56.09) Кейті Ледекі (1:54.61) Мелані Маргаліс (1:55.81) Кейті Маклафлін (1:55.36) | США       | 25 липня 2019  | Кванджу        |        |
| 10   | 7:42.08 | Ян Юй (1:55.47) Чжу Цяньвей (1:55.79) Лю Цзін (1:56.09) Пан Цзяїн (1:54.73)                         | Китай     | 30 липня 2009  | Рим            |        |
| 11   | 7:42.56 | Дана Воллмер (1:55.29) Лейсі Наймаєр (1:57.88) Аріана Кукорс (1:55.18) Еллісон Шмітт (1:54.21)      | США       | 30 липня 2009  | Рим            |        |
| 12   | 7:42.92 | Міссі Франклін (1:55.96) Дана Воллмер (1:56.02) Шеннон Вріленд (1:56.85) Еллісон Шмітт (1:54.09)    | США       | 1 серпня 2012  | Лондон         |        |
| 13   | 7:43.03 | Еллісон Шмітт (1:56.21) Леа Сміт (1:56.69) Майя Дірадо (1:56.36) Кейті Ледекі (1:53.74)             | США       | 10 серпня 2016 | Ріо-де-Жанейро |        |
| 14   | 7:43.39 | Леа Сміт (1:55.97) Меллорі Комерфорд (1:56.92) Мелані Маргаліс (1:56.48) Кейті Ледекі (1:54.02)     | США       | 27 липня 2017  | Будапешт       |        |
| 15   | 7:43.77 | Саммер Макінтош (1:55.74) Ребекка Сміт (1:57.30) Кайла Санчес (1:55.59) Пенні Олексяк (1:55.14)     | Канада    | 29 липня 2021  | Токіо          | [ 40 ] |
| 16   | 7:43.86 | Медісон Вілсон (1:56.74) Ліа Ніл (1:55.27) Кіа Мелвертон (1:55.91) Моллі О'Каллаган (1:55.94)       | Австралія | 22 червня 2022 | Будапешт       |        |
| 17   | 7:44.12 | Аріарн Тітмус (1:55.27) Емма Маккеон (1:55.66) Mikkayla Sheridan (1:56.72) Меделін Гровз (1:56.47)  | Австралія | 10 серпня 2018 | Токіо          | [ 51 ] |
| 18   | 7:44.31 | Стефані Райс (1:56.60) Бронті Берретт (1:56.58) Кайлі Палмер (1:55.22) Лінда Маккензі (1:55.91)     | Австралія | 14 серпня 2008 | Пекін          |        |
| 19   | 7:44.35 | Кайла Санчес (1:57.32) Тейлор Рак (1:56.41) Емілі Оверголт (1:55.26) Пенні Олексяк (1:54.36)        | Канада    | 25 липня 2019  | Кванджу        |        |
| 20   | 7:44.37 | Еллісон Шмітт (1:58.62) Леа Сміт (1:56.44) Кейті Маклафлін (1:55.47) Кейті Ледекі (1:53.84)         | США       | 10 серпня 2018 | Токіо          |        |
| 21   | 7:44.40 | Лі Бінцзє (1:55.83) Li Jiaping (1:57.54) Ай Яньхань (1:55.57) Лю Ясінь (1:55.46)                    | Китай     | 27 липня 2023  | Фукуока        | [ 16 ] |
| 22   | 7:44.41 | Бронті Берретт (1:55.76) Мелані Скленджер (1:55.62) Кайлі Палмер (1:56.91) Алісія Кауттс (1:56.12)  | Австралія | 1 серпня 2012  | Лондон         |        |
| 23   | 7:44.61 | Моллі О'Каллаган (1:55.11) Меґ Гарріс (1:57.01) Бріанна Тросселл (1:56.46) Темзін Кук (1:56.03)     | Австралія | 28 липня 2021  | Токіо          |        |
| 24   | 7:44.76 | Саммер Макінтош (1:54.79) Кайла Санчес (1:57.39) Тейлор Рак (1:56.75) Пенні Олексяк (1:55.83)       | Канада    | 22 червня 2022 | Будапешт       |        |
| 25   | 7:44.87 | Ліа Ніл (1:57.95) Емма Маккеон (1:54.64) Бронті Берретт (1:55.81) Темзін Кук (1:56.47)              | Австралія | 10 серпня 2016 | Ріо-де-Жанейро |        |

### Жінки на короткій воді
- Актуально станом на грудень 2022[52]

| Міс. | Час     | Плавчиня | Країна          | Дата           | Місце      | Пос.   |
| ---- | ------- | --- | --------------- | -------------- | ---------- | ------ |
| 1    | 7:30.87 | Медісон Вілсон (1:53.13) Моллі О'Каллаган (1:52.83) Ліа Ніл (1:52.67) Лані Паллістер (1:52.24)                | Австралія       | 14 грудня 2022 | Мельбурн   | [ 41 ] |
| 2    | 7:32.85 | Інґе Деккер (1:54.73) Фемке Гемскерк (1:51.22) Раномі Кромовідьойо (1:54.17) Шарон ван Раувендал (1:52.73)    | Нідерланди      | 3 грудня 2014  | Доха       |        |
| 3    | 7:32.96 | Саммер Макінтош (1:54.30) Кайла Санчес (1:52.97) Кетрін Савард (1:54.01) Ребекка Сміт (1:51.68)               | Канада          | 20 грудня 2021 | Абу-Дабі   | [ 42 ] |
| 4    | 7:33.89 | Кетрін Савард (1:55.53) Тейлор Рак (1:51.69) Кеннеді Госс (1:54.62) Пенні Олексяк (1:52.05)                   | Канада          | 10 грудня 2016 | Віндзор    |        |
| 5    | 7:34.08 | Лі Бінцзє (1:54.56) Ян Цзюньсюань (1:53.06) Чжан Юйхань (1:53.94) Ван Цзяньцзяхе (1:52.52)                    | Китай           | 15 грудня 2018 | Ханчжоу    |        |
| 6    | 7:34.47 | Ребекка Сміт (1:52.15) Кетрін Савард (1:54.78) Мері-Софі Гарві (1:54.81) Тейлор Рак (1:52.73)                 | Канада          | 14 грудня 2022 | Мельбурн   | [ 41 ] |
| 7    | 7:34.70 | Александра Волш (1:53.90) Галі Флікінджер (1:53.48) Ерін Ґеммелл (1:52.23) Леа Сміт (1:55.09)                 | США             | 14 грудня 2022 | Мельбурн   | [ 41 ] |
| 8    | 7:35.30 | Леа Сміт (1:55.85) Меллорі Комерфорд (1:53.00) Мелані Маргаліс (1:53.59) Еріка Браун (1:52.86)                | США             | 15 грудня 2018 | Ханчжоу    |        |
| 9    | 7:35.94 | Чень Цянь (1:54.73) Тан І (1:53.54) Лю Цзін (1:53.59) Чжу Цяньвей (1:54.08)                                   | Китай           | 15 грудня 2010 | Дубай      |        |
| 10   | 7:36.40 | Аріарн Тітмус (1:52.22) Мінна Атертон (1:54.73) Carla Buchanan (1:54.82) Еббі Гаркін (1:54.63)                | Австралія       | 15 грудня 2018 | Ханчжоу    |        |
| 11   | 7:36.53 | Торрі Гаск (1:54.72) Еббі Вейтцейл (1:54.31) Мелані Маргаліс (1:54.83) Пейдж Мадден (1:52.67)                 | США             | 20 грудня 2021 | Абу-Дабі   |        |
| 12   | 7:36.64 | Анна Єгорова (1:54.18) Дарія Муллакаєва (1:55.22) Анастасія Гуженкова (1:53.94) Вероніка Андрусенко (1:53.30) | Росія           | 15 грудня 2018 | Ханчжоу    |        |
| 13   | 7:37.02 | Цю Юйхань (1:53.26) Цао Юе (1:54.48) Ґо Дзюньдзюнь (1:55.14) Шень До (1:54.14)                                | Китай           | 3 грудня 2014  | Доха       |        |
| 14   | 7:37.57 | Блер Еванс (1:54.87) Джейд Нілсен (1:54.87) Kelly Stubbins (1:55.41) Кайлі Палмер (1:52.42)                   | Австралія       | 15 грудня 2010 | Дубай      |        |
| 15   | 7:38.33 | Камій Мюффа (1:53.17) Коралі Балмі (1:53.71) Мілен Лазар (1:56.24) Офелі-Сірієлль Етьєн (1:55.21)             | Франція         | 15 грудня 2010 | Дубай      |        |
| 16   | 7:38.42 | Кейті Гофф (1:53.37) Даґні Кнутсон (1:56.15) Міссі Франклін (1:55.30) Дана Воллмер (1:53.60)                  | США             | 15 грудня 2010 | Дубай      |        |
| 17   | 7:38.59 | Ліа Ніл (1:54.15) Медісон Вілсон (1:54.37) Бріанна Тросселл (1:56.80) Кайлі Палмер (1:53.27)                  | Австралія       | 3 грудня 2014  | Доха       |        |
| 18   | 7:38.65 | Леа Сміт (1:54.87) Меллорі Комерфорд (1:55.32) Sarah Gibson (1:55.43) Мадісін Кокс (1:55.03)                  | США             | 10 грудня 2016 | Віндзор    |        |
| 19   | 7:38.90 | Інґе Деккер (1:55.36) Фемке Гемскерк (1:53.44) Марлен Велдгойс (1:54.17) Раномі Кромовідьойо (1:55.93)        | Нідерланди      | 10 квітня 2008 | Манчестер  |        |
| 20   | 7:38.96 | Джоенн Джексон (1:54.78) Мелані Маршалл (1:55.83) Кейтлін Макклетчі (1:54.64) Ребекка Едлінгтон (1:53.71)     | Велика Британія | 10 квітня 2008 | Manchester |        |
| 21   | 7:39.01 | Бронті Берретт (1:57.30) Енджі Бейнбрідж (1:53.88) Kelly Stubbins (1:55.29) Кайлі Палмер (1:52.54)            | Австралія       | 10 квітня 2008 | Manchester |        |
| 22   | 7:39.20 | Інґе Деккер (1:54.80) Есме Вермелен (1:55.56) Шарон ван Раувендал (1:54.14) Фемке Гемскерк (1:54.70)          | Нідерланди      | 3 грудня 2014  | Доха       |        |
| 23   | 7:39.21 | Евелін Веррасто (1:54.65) Жужанна Якабош (1:54.85) Богларка Капаш (1:56.58) Катінка Хоссу (1:53.13)           | Угорщина        | 3 грудня 2014  | Доха       |        |
| 24   | 7:39.25 | Меґан Романо (1:56.03) Челсі Шено (1:54.78) Шеннон Вріленд (1:55.43) Еллісон Шмітт (1:53.01)                  | США             | 12 грудня 2012 | Стамбул    |        |
| 25   | 7:39.48 | Шеннон Вріленд (1:55.22) Кетлін Бейкер (1:54.22) Кеті Дребот (1:54.74) Елізабет Бейсел (1:55.30)              | США             | 3 грудня 2014  | Доха       |        |

### Змішані на довгій воді
- Актуально станом на серпень 2022

| Міс. | Час     | Плавець(чиня) | Країна          | Дата           | Місце    | Пос.   |
| ---- | ------- | --- | --------------- | -------------- | -------- | ------ |
| 1    | 7:26.67 | Томас Дін (1:46.54) Джеймс Ґай (1:45.43) Еббі Вуд (1:56.67) Фрея Андерсон (1:58.03)                                          | Велика Британія | 18 травня 2021 | Будапешт | [ 43 ] |
| 2    | 7:28.16 | Томас Дін (1:46.15) Метью Річардс (1:46.91) Freya Colbert (1:57.29) Фрея Андерсон (1:57.81)                                  | Велика Британія | 16 серпня 2022 | Рим      | [ 53 ] |
| 3    | 7:28.43 | Якоб Хайдтманн (1:46.52) Геннінґ Мюлайтнер (1:47.32) Рева Рос (1:58.25) Анніка Брун (1:56.34)                                | Німеччина       | 4 серпня 2018  | Глазго   | [ 44 ] |
| 4    | 7:29.25 | Адрієн Сальван (1:47.63) Wissam-Amazigh Yebba (1:46.53) Шарлотт Бонне (1:56.39) Люсіль Тессаріоль (1:58.70)                  | Франція         | 16 серпня 2022 | Рим      | [ 53 ] |
| 5    | 7:29.35 | Стефано Балло (1:46.96) Стефано Ді Кола (1:46.16) Федеріка Пеллегріні (1:55.66) Маргеріта Панцієра (2:00.57)                 | Італія          | 18 травня 2021 | Будапешт | [ 43 ] |
| 6    | 7:29.37 | Михайло Вековищев (1:47.10) Михайло Довгалюк (1:47.37) Валерія Саламатіна (1:56.18) Вікторія Андреєва (1:58.72)              | Росія           | 4 серпня 2018  | Глазго   | [ 44 ] |
| 7    | 7:29.72 | Stephen Milne (1:47.77) Craig McLean (1:48.34) Kathryn Greenslade (1:57.81) Фрея Андерсон (1:55.80)                          | Велика Британія | 4 серпня 2018  | Глазго   | [ 44 ] |
| 8    | 7:31.19 | Кріштоф Мілак (1:48.04) Нандор Немет (1:46.90) Катінка Хоссу (1:57.31) Жужанна Якабош (1:58.94)                              | Угорщина        | 4 серпня 2018  | Глазго   | [ 44 ] |
| 9    | 7:31.54 | Aleksandr Shchegolev (1:46.66) Олександр Красних (1:47.05) Анна Єгорова (1:58.52) Кирпичникова Анастасія Дмитрівна (1:59.31) | Росія           | 18 травня 2021 | Будапешт | [ 43 ] |
| 10   | 7:31.85 | | Італія          | 16 серпня 2022 | Рим      | [ 45 ] |
| 11   | 7:32.37 | Філіппо Мельї (1:47.48) Alessio Proietti Colonna (1:48.37) Федеріка Пеллегріні (1:56.76) Маргеріта Панцієра (1:59.76)        | Італія          | 4 серпня 2018  | Глазго   | [ 44 ] |
| 12   | 7:32.39 | Кайл Стольк (1:48.64) Стан Пейненбург (1:47.79) Фемке Гемскерк (1:56.13) Робін Нойманн (1:59.83)                             | Нідерланди      | 4 серпня 2018  | Глазго   | [ 44 ] |
| 13   | 7:32.96 | Денис Локтєв (1:48.08) Рон Полонський (1:48.71) Андреа Мурез (1:57.31) Анастасія Горбенко (1:58.86)                          | Ізраїль         | 18 травня 2021 | Будапешт | [ 43 ] |
| 14   | 7:33.16 | Мартин Малютін (1:47.46) Андрусенко В'ячеслав Дмитрович (1:47.58) Irina Krivonogova (1:59.13) Анастасія Гуженкова (1:58.99)  | Росія           | 4 серпня 2018  | Глазго   | [ 54 ] |
| 15   | 7:34.49 | Камерон Керл (1:49.05) Craig McLean (1:48.50) Kathryn Greenslade (1:57.26) Голлі Гібботт (1:59.68)                           | Велика Британія | 4 серпня 2018  | Глазго   | [ 54 ] |
| 16   | 7:34.55 | | Угорщина        | 16 серпня 2022 | Рим      | [ 45 ] |
| 17   | 7:34.64 | Келум Джарвіс (1:49.68) Джо Літчфілд (1:47.55) Люсі Гоуп (1:59.70) Еббі Вуд (1:57.71)                                        | Велика Британія | 18 травня 2021 | Будапешт | [ 55 ] |
| 18   | 7:34.68 | | Нідерланди      | 16 серпня 2022 | Рим      | [ 45 ] |
| 19   | 7:35.16 | Якоб Хайдтманн (1:46.81) Marius Zobel (1:49.46) Рева Рос (1:58.48) Ізабель Марі Ґозе (2:00.41)                               | Німеччина       | 4 серпня 2018  | Глазго   | [ 54 ] |
| 20   | 7:35.36 | Стефанія Піроцці (2:00.08) Стефано Ді Кола (1:47.00) Філіппо Мельї (1:47.66) Sara Gailli (2:00.62)                           | Італія          | 18 травня 2021 | Будапешт | [ 55 ] |
| 21   | 7:35.81 | Mikkel Gadgaard (1:48.75) Andreas Hansen (1:48.55) Сігне Бро (2:00.10) Гелена Росендаль Бах (1:58.41)                        | Данія           | 18 травня 2021 | Будапешт | [ 43 ] |
| 22   | 7:36.42 | Балаж Холло (1:48.54) Габор Зомборі (1:48.37) Лаура Вереш (1:59.41) Fanni Fábián (2:00.10)                                   | Угорщина        | 18 травня 2021 | Будапешт | [ 43 ] |
| 23   | 7:37.50 | Alessio Proietti Colonna (1:48.09) Маттео Чампі (1:47.92) Стефанія Піроцці (2:02.03) Маргеріта Панцієра (1:59.46)            | Італія          | 4 серпня 2018  | Глазго   | [ 54 ] |
| 24   | 7:37.95 | Mikkel Gadgaard (1:49.32) Andreas Hansen (1:48.75) Гелена Росендаль Бах (1:58.33) Amalie Søby Mortensen (2:01.55)            | Данія           | 18 травня 2021 | Будапешт | [ 55 ] |
| 25   | 7:38.45 | | Ізраїль         | 16 серпня 2022 | Рим      | [ 45 ] |